# Phantasy Star Universe
Phantasy Star Universe (ファンタシースターユニバース Fantashī Sutā Yunibāsu?), también conocido por las siglas PSU, es un videojuego de rol de acción creado por el Sonic Team (de SEGA) para PlayStation 2, Xbox 360 y PC.
En Japón, el juego apareció para PC y PlayStation 2 el 31 de agosto de 2006, mientras que la versión para Xbox 360 apareció un poco más tarde; el 12 de diciembre del mismo año.
En Estados Unidos apareció el 24 de octubre, disponible para las tres plataformas.
Europa tuvo que esperar un poco más, hasta el 24 de noviembre, disponible también en los tres formatos. Sin embargo, aunque la fecha de salida para Europa fuera el 24 de noviembre, en España no apareció hasta una semana más tarde, siendo la distribución y promoción del juego pésima en ese país.
El sistema de juego es parecido al de Phantasy Star Online con algunas mejoras. Aunque Phantasy Star Universe esté considerado como el sucesor de Phantasy Star Online, no es una continuación de la historia, ya que están situadas en lugares diferentes y cuentan con un argumento y personajes que nada tienen que ver entre ellos. Como la mayoría de los Phantasy Star anteriores, su principal atractivo es el hecho de poder jugar en línea, en un universo persistente en el contaremos con la ayuda de otros jugadores europeos y estadounidenses – dependiendo de la plataforma en que juguemos, agrupados en parties (grupos) con un límite de 6 personas máximo. Además del modo en línea, incluye también un modo historia en el que manejaremos a un joven Guardian llamado Ethan Waber, con la misión de descubrir qué le está pasando al mundo en el que vive.

## Las razas del sistema Gurhal

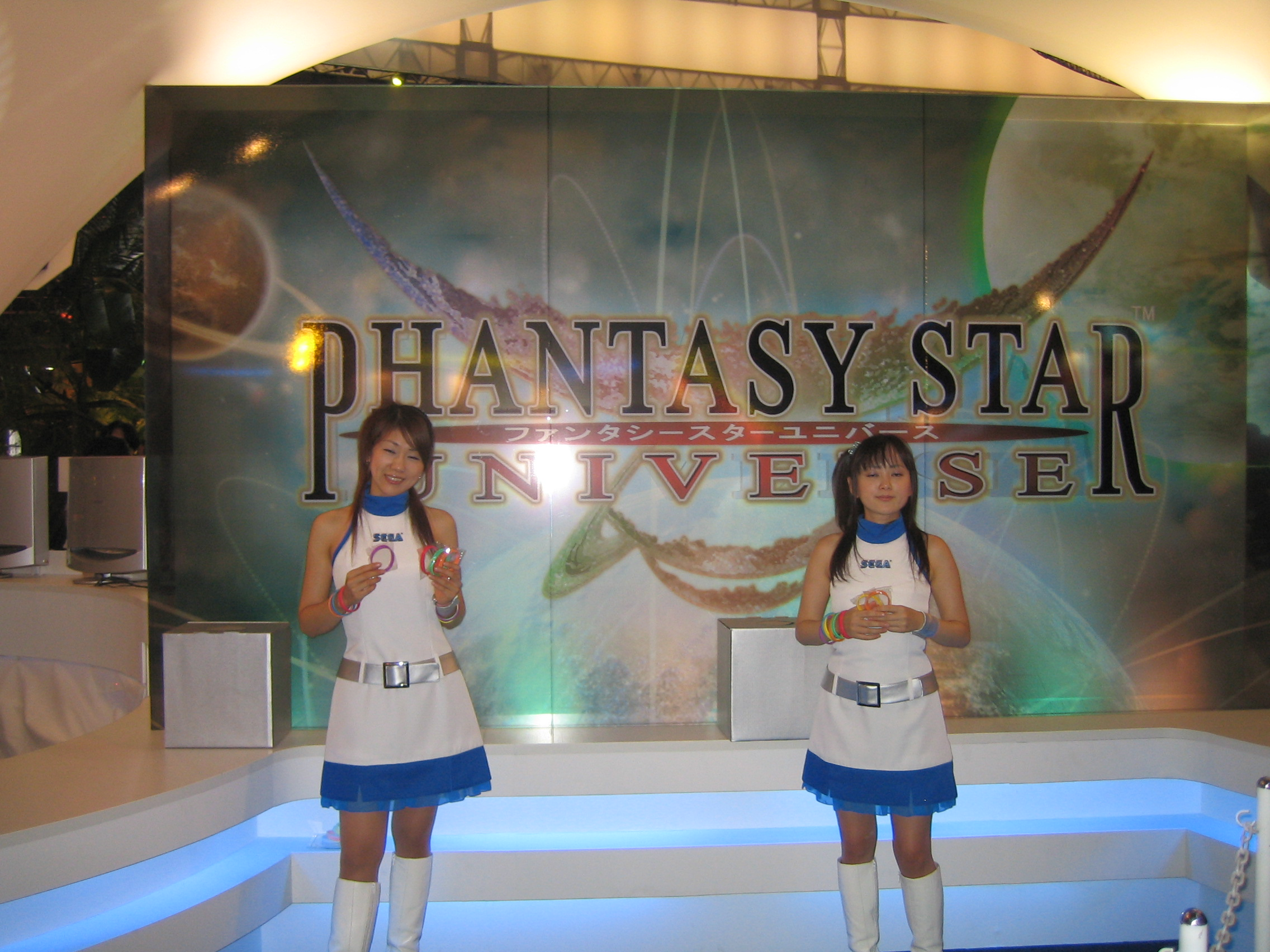
Stand promocional en Tokyo Game Show 2005.

Cada uno de los tres planetas de integran el sistema, cuentan con su propia raza de habitantes. 
- Humanos: La raza más importante numéricamente no tiene planeta de residencia. La mayoría de humanos del sistema Gurhal habitan en la Colonia, aunque se pueden encontrar humanos en cualquiera de los tres planetas. Son la raza más equilibrada física y psíquicamente, perfectos para desempeñar cualquier trabajo, aunque no destacan en ningún campo.
- Newmans: Son una raza creada por el hombre, fácilmente distinguibles por sus orejas puntiagudas. Físicamente no son gran cosa, pero psíquicamente son la raza más poderosa de las cuatro, perfectos en el uso de magias y técnicas pero no muy eficaces en el combate cuerpo a cuerpo, siendo superados ampliamente por cualquiera de las demás razas. Su planeta natal es Neudaiz, cuya decoración, construcciones y demás, recuerdan mucho a las culturas orientales.
- CASTs:. Esta raza de robots creados por el hombre, habitan en el planeta Parum, que a su vez es el planeta más desarrollado tecnológicamente. La mayoría de los CASTs sienten bastante desprecio por los humanos y las otras razas, a las que consideran más endebles físicamente. Los CASTs son los únicos con la habilidad de usar armas SUV a partir del Nivel 20. Gracias a su tecnología, han conseguido desarrollar satélites a los que "llamar" en momentos de necesidad durante el combate, pudiendo usar momentáneamente armas con un poder destructivo superior a cualquier otra. Para poder hacer uso de esta opción, es necesario un objeto que el personaje debe equiparse, disponible en las tiendas a partir del Nivel 20. Dado que sus puntos de puntería (ATP) son los más elevados, son perfectos para desempeñar trabajos que requieran el uso de armas de largo alcance, aunque también valen la pena como luchadores cuerpo a cuerpo.
- Beasts: Esta raza creada por el hombre a partir de modificaciones en un propio código genético, habita en el planeta Moatoob, de vastos desiertos y áridas llanuras. Físicamente son parecidos a los humanos, aunque su cara felina y sus orejas los delatan. Físicamente son superiores a los humanos, con una fuerza mayor que éstos, aunque con una puntería menor. Estos parámetros los hacen perfectos para desempeñar trabajos donde la lucha se desarrolla cuerpo a cuerpo. Durante el combate es la única raza capaz de transformarse en una bestia durante unos minutos, lo que les otorga una fuerza y resistencia superior a la que tienen normalmente. Esta transformación se lleva a cabo gracias a los nanoblasts, unos dispositivos que cada bestia lleva en el interior del cuerpo, claramente identificables gracias a un tatuaje que el personaje lleva en su brazo derecho. Existen cuatro tipos de Nanoblasts: de fuerza, resistencia, invulnerabilidad temporal y puntería. Durante la transformación, los colores distingen cada tipo de nanoblast: rojo para fuerza, azul para defensa, lila oscuro para invulnerabilidad y amarillo para puntería. Además, los tatuajes que puede lucir el personaje también son diferentes en función del nanoblast que use. Esta función está disponible a partir del Nivel 20, y se puede cambiar tantas veces como se quiera durante el juego (previo pago de mesetas, la moneda del juego).

### Los Partner Machinery
Los Partner Machinery (パートナーマシナリー pātonā mashinarī?), o PM (パシリ pashiri?) para abreviar, son los robots mascota del juego. Cada personaje tiene su propio PM, al que puede hacer evolucionar desde un estado inicial hasta una pequeña robot.
En el modo fuera de línea, el PM de Ethan se llama "Pete". En cambio, en el modo en línea podemos dar a nuestro PM el nombre que más nos guste.
Algunas de sus funciones son las siguientes:
- Almacenamiento de objetos (en línea y fuera de línea)
- Síntesis de objetos (en línea y fuera de línea)
- Como NPC en las misiones (en línea y fuera de línea)
- Dándonos información sobre misiones u objetivos (solamente en el modo fuera de línea).
- Encargada de nuestra Player Shop (en línea)

Empezamos con un PM en Nivel 0, al que podemos hacer evolucionar dándole diversos ítems. Puede comer hasta 100 de una osla sentada, teniendo que dejar 12 horas hasta la próxima vez que queramos darle de comer. Según los ítems que le demos (objetos, armas de corto o de largo alcance, técnicas.....) obtendremos uno u otro resultado final en la cuarta y última evolución del PM. Cada uno de esos objetos modifican ciertos parámetros del PM, que más tarde afectarán al % de éxito en la síntesis de armas de corto alcance, pistolas y rifles, escudos y varas.
Estos cuatro parámetros son:
- Striking: Cuanto mayor sea éste valor, mayor probabilidades tendremos de que nuestro PM cree armas de corto alcance (como espadas, sables o dagas).
- Ranged: Lo mismo que antes, pero aplicado a alrmas de largo alcance, como pistolas, rifles, lanzagranadas...
- Technic: Aplicado a cualquier arma para invocar hechizos (wans, rods, canes...)
- Armor: Cuanto mejor sea éste valor, mayores probabilidades de sintetizar con éxito armaduras.

El máximos de nivel que puede tener el PM (llamado Production Level), es de 100. Si estos 100 puntos de nivel pertenecen solamente a un valor de los mencionados anteriormente, el PM será "puro" y su porcentaje de éxito sintetizando los objetos de ese tipo será el máximo. Cuanto menor sea el número que acompaña a cada característica de síntesis del PM, peores resultados podremos obtener, si bien los % de éxito pueden alterarse para mejor o peor según los objetos que usemos para sintetizar.
En su cuarta evolución (nivel 80), el PM nos entregará su partner card y podremos llamarlo antes de iniciar cualquier misión. La capacidad de combate de un PM se mide por su Estado de Batalla (con las siglas B St.), cuyo nivem máximo también es 100. Cuanto mayor sea su nivel, mejor IA tendrá en combate. Se rumorea que el valor del B St. mejora también las capacidades de síntesis del PM, pudiendo conseguir mejores armas elementales.
Para que el nivel de batalla de nuestro PM mejore, es necesario que luche con nosotros y complete las misiones. Ganará más o menos experiencia dependiendo del rango que obtengamos al final de la misión.
- Rango S (el mejor que podemos obtener) : Sobre un 24 - 25% de exp.
- Rango A: Aproximadamente un 15%
- Rango B: Aproximadamente un 10%
- Rango C: Aproximadamente un 5%

## Tipos de trabajo
Independientemente de la raza a la que pertenezca el jugador, se puede escoger trabajo o profesión independientemente de la raza. Esta es una de las grandes novedades del PSU respecto al PSO, en donde los trabajos venían superditados a la raza del personaje (los humans podían desempeñar cualquier trabajo, mientras que los CASTs no podían ser magos -dado que no poseen TPs-, y los Newmans solamente podían dedicarse a la magia.
Lógicamente, la raza influirá en los parámetros finales del personaje de acuerdo con el trabajo que elija (ver Las razas del Sistema Gurhal).

### Trabajos básicos
- Hunter (HU). Trabajo balanceado con un gran poder de ataque, buenos para el combate cuerpo a cuerpo. Hábiles en el uso de armas de corto alcance. Una buena elección para jugadores intermedios. Las razas mejor preparadas para ser HUnters son los Humans y los Beasts.

Photon Arts: Habilidades: Nivel 20. Balas: Nivel 10. Magia: - 
- Ranger (RA). Un jugador especializado en dar soporte a sus compañeros y pelear a distancia. Tienen unos niveles muy acceptables de ATP, y manejan gran cantidad de armas como pistolas, escopetas, bazookas, etc, aunque también pueden usar algunas armas de tpo Hunter (como sables y lanzas). Buenos para jugadores novatos. Los personajes más adecuados para desempeñar el papel de RAnger son los CASTs (dado que son los personajes con mejor ATP-base) y los Humans.

Photon Arts: Habilidades: Nivel 10. Balas: Nivel 20. Magia: - 
- Force (FO). Es un trabajo especializado en el uso de las magias y técnicas más poderosas, así como en el uso de magia curativa de alto nivel. Perfectos para jugadores expertos. Los personajes ideales para desempeñar el rol de FOrce son los Newmans (tienen los mejores niveles de ataque mágico) y los Humans.

Photon Arts: Habilidades: -. Balas: Nivel 10. Magia: Nivel 20.

### Trabajos avanzados
- Fortefighter (FF). Son la "evolución" del tipo básico de Hunter (hay que subir éste job hasta el nivel 10). Son expertos en el uso de armas de corto alcance. Las armas que usa son limitadas (solamente puede usar armas de tipo HUnter y handguns), pero sus niveles de ataque sin imparables. Los Photon Arts y sus niveles que puede usar son de nivel 40 para PAs de ataque, y nivel 20 para las balas.
- Fortegunner (FG). Son el siguiente nivel que puede alcanzar un RAnger "puro", subiendo el nivel básico hasta nivel 10. El abanico de armas que pueden usar es algo limitado (básicamente armas de largo alcance y algunas de tipo HUnter), pero su poder de ataque y puntería son muy elevados, lo cual lo compensa. Los Photon Arts y los niveles son los más elevados para las balas (nivel 40), pero de nivel 20 para las PAs de ataque.
- Fortetecher (FT). Un trabajo experto en el uso de las técnicas de ataque y curación más poderosas del juego. Sin embargo, sus niveles de ataque y defensa física son muy pobres. Es necesario adquirir el nivel 10 de FOrce para poder optar a este trabajo.No pueden usar Photon Arts de ataque, pero sí de balas (nivel 30), técnicas de soporte (nivel 40) y de técnicas (nivel 40).
- Fighgunner. Los Fighgunners combinan dos tipos de trabajos básico como son los hunters y rangers, combinando las habilidades de ambos: pueden usar la mayoría de armas hunter, gran variedad de armas de ranger y minas, así como las Photon Arts de ataque hasta nivel 40 y balas hasta nivel 30. Para conseguirlo es necesario llegar al nivel 5 de HU y 3 de RA. Una de las mejores razas para desempeñar este trabajo son los BEASTS, puesto que su ATA (ataque) base mejora el del trabajo, mientras que por otro lado el aumento de ATP del trabajo hace aumentar el ATP base del Beast.
- Guntecher (GT). Los Guntechers combinan las habilidades de Rangers (nivel 5) y Forces (nivel 3). Pueden usar gran variedad de armas de fuego y técnicas, una perfecta combinación para luchar a distancia. Los Photon Arts que puede usar este grupo son de ataque (hasta nivel 20), balas (hasta nivel 40) y técnicas (hasta nivel 20).
- Wartecher (WT). Éste trahajo combina las habilidades de HUnters y FOrces. Son capaces de usar armas de corta distancia y PAs de ataque hasta nivel 30, y magias hasta nivel 30, pero flojean al usar balas (sólo nivel 20). Es un trabajo perfecto para Humans, dado que mantienen un buen nivel de ATA (que los hace aptos para luchar cuerpo a cuerpo), así como un más que aceptable nivel en magia.
- Protranser (PT). Un tipo de trabajo experimental, capacitado para usar las armas más poderosas del juego (por ejemplo: pueden usar Axes (hachas) que usan los FF, así como bazookas y otras armas a distancia, reservadas sólo para los FG). También son expertos en el uso de trampas y minas, que merman bastante el HP del rival. Son difíciles de subir (para poder ser Protranser hay que subir los tres trabajos iniclaes hasta nivel 5), y los stats durante los primeros niveles de job son bastante mediocres, pero mejoran espectacularmente a medida que se van subiendo niveles. Pueden usar habilidades y balas hasta nivel 40.
- Acrofighter (AF). Un nuevo trabajo añadido con la expansión de Ambition of the Illuminus, mezcla de hunter (nivel 3) y ranger (nivel 5) Son expertos en el uso de armas de una mano (espada, daga, slicer y garra), así como los únicos capaces de usar R-MAGs de nivel S y slicers S-Rank. Su pérdida de ATP respeto a otros trabajos de tipo melee se compensa con un aumento muy significativo de la velocidad de ataque. Pueden usar skills a nivel 40 y balas a nivel 30.
- Acrotecher (AT). Añadido también con la expansión, es una clase de tipo force orientada básicamente a tareas de soporte dentro de la party, aunque también pueden usar armas melee (ranger 3 y force level 5). Las skills y las balas están limitadas a nivel 20, mientras que las techs de ataque suben a nivel 30 y las de soporte a 50. Su velocidad de ataque y uso de techs también es más rápido que en cualquier otro trabajo de tipo force.

En el futuro se añadirán tres nuevos trabajos, a los que se ha llamado Master Classes (Fighmaster, Gunmaster y Masterforce), cuyas principales características son:
- Para poder desempeñar uno de éstos trabajos, hay que ser experto en varios tipos de jobs avanzados.

Fighmaster: Fortefighter(10), Fighgunner(10)
Gunmaster: Fortegunner(10), Guntecher (10)
Masterforce: Fortetecher(10), Wartecher(10)
- Expertos única y exclusivamente en su campo de acción. Así, las tres clases tienen los Photon Arts a nivel 50:

Fighmaster: Skills a level 50 (melee), sin posibilidad de usar pistolas de ningún tipo.
Gunmaster: Bullets a nivel 50, sin opción a usar armas melee.
Masterforce: Technics de ataque a nivel 50, soporte (cura, buffs y deuffs) a nivel 10.
- Paleta de armas bastante limitada, pudiendo equipar únicamente armas de nivel S, lo mismo pasará con los escudos.

Fighmaster: solamente podrá usar Spears (lanzas), Axe (Hacha), Sword y Double Saber (Sable doble)
Gunmaster: Rifle, Shotgun, Laser cannon y Twin handgun.
Masterforce: Rods, Wands y Tech-mag
- Aumento significativo de la velocidad de ataque y el daño provocado sobre el objetivo.

## Ambition of Illuminus
Phantasy Star Universe: Ambition of the Illuminus es una expansión para Phantasy Star Universe. En ella se han añadido nuevos enemigos, armas, niveles y ciudades, además de más opciones disponibles para individualizar y customizar el aspecto de nuestros personajes. 
En la expansión continuará la historia del modo fuera de línea original, aunque esta vez, en lugar de controlar a Ethan Waber o a cualquier otro personaje del Universo, será nuestro propio personaje el protagonista principal de la aventura. Como en la primera parte, el jugador se verá inmerso en nuevas misiones e investigaciones para desentrañar los secretos del juego y las intenciones de los nuevos villanos del juego: el grupo conocido como Illuminus. De nuestro lado tendremos al resto de Guardianes, como el mismo Ethan o [Laia Martínez, actual instructora de nuestros personajes en el Episodio II (en línea).
De acuerdo con la información proporcionada por SEGA hasta el momento, Ambition of the Illuminus contará con las siguientes novedades:
- Nuevas y mejoradas opciones de creación de personajes.
- Interacción entre jugadores mejorada (modo en línea).
- Nuevas armas, habilidades de combate, clases (Acrotecher y Acrofighter), SUV Weapons, combos cuerpo a cuerpo...
- Nuevos niveles, enemigos y jefes, además de nuevas áreas para explorar tales como las ruinas de Rozenom City y las minas de Granigs.
- En la expansión, tú serás el protagonista y el máximo responsable de restaurar la paz en el sistema Gurhal.

## Listado de Versiones
| Version                                                                                | Plataforma         | Fecha de lanzamiento |
| Phantasy Star Universe                                                                 | Microsoft Xbox 360 | Octubre 2006* |
| Phantasy Star Universe                                                                 | Sony Playstation 2 | 31 de agosto de 2006 (Japón) Octubre de 2006 (América)                                                                            |
| Phantasy Star Universe                                                                 | Microsoft Windows  | 31 de agosto de 2006 (Japón) Octubre de 2006 (América)                                                                            |
| Phantasy Star Universe:Ambition of the Illuminus (Expansión de Phantasy star Universe) | Sony Playstation 2 | 27 de septiembre de 2007 (Japón) 20 de noviembre de 2007 (América) 11 de enero de 2008 (Europa) 11 de febrero de 2008 (Australia) |
| Phantasy Star Universe:Ambition of the Illuminus (Expansión de Phantasy star Universe) | Xbox 360           | 20 de noviembre de 2007 |
| Phantasy Star Universe:Ambition of the Illuminus (Expansión de Phantasy star Universe) | Microsoft Windows  | Septiembre de 2007 |
| Phantasy Star Portable                                                                 | PSP                | 31 de julio de 2008 (Japón) 9 de marzo de 2009 (América) 9 de abril de 2009 (Europa)                                              |
| Phantasy Star Portable 2                                                               | PSP                | 3 de diciembre de 2009 (Japón) 14 de septiembre de 2010 (América) 17 de septiembre de 2010 (Europa)                               |
| Phantasy Star Portable 2 infinity                                                      | PSP                | 24 de febrero de 2011 |

## Cierre de servicio
Debido a poca popularidad, los servidores de las versiones norteamericanas y PAL de PC/PS2 se apagaron el 31 de marzo de 2010, la versión japonesa de PS2 el 14 de abril de 2011, las versiones de Xbox 360 el 7 de septiembre de 2012 y la versión japonesa de PC a la medianoche JST (UTC+9) del 21 de septiembre de 2012.